# やぶのてんや
やぶの てんや（1969年8月19日 - ）は、日本の漫画家。東京都出身。かつては薮野てんや名義で活動していた。

## 略歴
- 都留文科大学文学部国文学科卒業。
- 1990年下期、『情熱のクリッパー』で第40回手塚賞準入選を受賞。
- 1992年下期、『もののけサンタ』で第37回赤塚賞佳作を受賞。
- 2010年、『イナズマイレブン』で第34回講談社漫画賞児童部門を受賞。
- 2012年、同『イナズマイレブン』で第57回小学館漫画賞児童部門を受賞。

## 主な作品

### 連載
- うるとら☆イレブン（原作：渡辺達也、『週刊少年ジャンプ』1994年31号 - 1994年41号、集英社）※薮野てんや名義
- デジモンアドベンチャー Vテイマー01（原作：井沢ひろし、監修：本郷あきよし、『Vジャンプ』1999年1月号 - 2003年10月号、集英社）
- バトローラーX（企画・協力：バンダイ / ガンバリオン、『Vジャンプ』2003年12月号 - 2005年12月号、集英社）
- イナズマイレブン（原作・監修：レベルファイブ、『月刊コロコロコミック』2008年6月号 - 2011年10月号、小学館)
- イナズマイレブンGO（原作・監修：レベルファイブ、『月刊コロコロコミック』2011年11月号 - 2014年4月号、小学館）
- ボッチ わいわい岬へ（『コロコロイチバン!』2014年7月号 - 2018年8月号、小学館）
- ポケットモンスター ホライズン（『月刊コロコロコミック』2016年10月号 - 2017年8月号、小学館）
- イナズマイレブン〜ペンギンを継ぐ者〜（原作・監修：レベルファイブ、『サンデーうぇぶり』2018年4月6日 - 12月22日、小学館）
- ねんどん（『コロコロイチバン!』2021年2月号 - 2022年1月号、小学館）
- デジモンドリーマーズ（監修・原案：本郷あきよし、『最強ジャンプ』2021年11月号[2] - 、集英社）

### 読切
- 情熱のクリッパー（『WJ増刊 1991年ウィンタースペシャル』、集英社）※薮野てんや名義
- もののけサンタ（『WJ増刊 1993年スプリングスペシャル』、集英社）※薮野てんや名義
- FORZA!!〜ロベルト・バッジョ物語〜（原作：大住良之、『週刊少年ジャンプ』1995年30号・31号、集英社）※薮野てんや名義
- C'mon デジモン（原作：井沢ひろし、『赤マルジャンプ』1997SUMMER、集英社）[3]
- それ行けダンジョン!チョコボ&モーグリ（原作：井沢ひろし、『週刊少年ジャンプ』1998年18号、集英社）※薮野てんや名義
- 爆食冒拳 ロンポー（『別冊コロコロコミック』2007年12月号・2008年4月号、小学館）
- イナズマイレブン Reloaded（原作・監修：レベルファイブ、『コロコロアニキ』2018年春号、小学館）

### その他
- 桃太郎秘伝 ゲームデザイナー入門（漫画部分担当、作：さくまあきら＆桃太郎チーム、みのり書房）※薮野てんや名義
- 大根性（イラスト担当、作：三谷幸喜、ジャンプ ジェイ ブックス、集英社）※薮野てんや名義
- ポチ崎ポチ夫 シリーズ（イラスト担当、作：田丸雅智、小学館ジュニア文庫、小学館）
- デジモンゴーストゲーム（キャラクター原案・企画協力）
- Dr.ちゅーぐるの事件簿 のこされた白いうんこ（イラスト担当、著：こざきゆう、2021年11月4日発売[4]、ポプラ社）